# Georges Spencer
Pour les autres membres de la famille, voir Famille Spencer.
Pour les articles homonymes, voir Spencer.
Cet article possède un paronyme, voir George Spencer.
Le père Ignace de Saint-Paul (en anglais Ignatius of St Paul, 1799-1864) est né dans une famille de la haute noblesse anglaise sous le nom de Georges Spencer. Toute sa vie il travailla à la conversion de l’Angleterre, qu’il aurait voulu voir devenir catholique. Il est resté connu comme étant « l’apôtre de la prière pour l’Angleterre ». Il fut le compagnon du bienheureux Dominique Barberi et de saint Charles Houben. Il est reconnu vénérable par l'Église catholique.

## Biographie
Le futur Ignace de Saint-Paul appartient à la prestigieuse famille britannique Spencer. Fils de George Spencer, 2e comte Spencer, il avait pour tante paternelle Georgiana Cavendish, duchesse de Devonshire (née Lady Georgiana Spencer), pour cousine Caroline Lamb. Il est par ailleurs le grand-oncle de Winston Churchill et l'arrière-grand-oncle de la princesse Diana (Diana Spencer).
En 1824 il devient prêtre dans l’Église anglicane. 
En janvier 1830, il se convertit au catholicisme, et est reçu dans l’Église catholique. Sa famille, bien que très choquée par sa décision, la respecte cependant. 
Il se rend à Rome, où après deux ans d’études il est ordonné prêtre en 1832. Il fit durant ce séjour la connaissance du bienheureux Dominique Barberi, prêtre passioniste qui désirait vivement aller prêcher en Angleterre.
De retour dans sa patrie, George Spencer s’occupe des paroisses de Walsall et West Bromwich. 
En 1841, Dominique Barberi et un groupe de religieux passionistes s’installent en Angleterre, à Aston Hall, près de Stone dans le Staffordshire. La même année, Georges Spencer entre chez les passionistes sous le nom d’Ignace de Saint-Paul. 
Dominique Barberi meurt en 1849. Georges Spencer lui succède comme supérieur des passionistes anglais. Il devient le directeur spirituel de sr. Marie Joseph de Jésus, fondatrice des sœurs de la Croix et de la Passion. 
Il meurt subitement le 1er octobre 1864.

## Béatification et canonisation
Le 7 septembre 2016, le pape François reconnaît l'héroïcité de ses vertus et le déclare ainsi vénérable.